# Richard Hachiro
Richard Hachiro (ur. 27 stycznia 1998 w Mutasie) – zimbabwejski piłkarz grający na pozycji środkowego pomocnika. Od 2021 jest zawodnikiem klubu Chicken Inn FC.

## Kariera klubowa
Swoją karierę piłkarską Hachiro rozpoczął w klubie Herentals FC. W sezonie 2017 zadebiutował w jego barwach w pierwszej lidze zimbabwejskiej. Grał w nim do końca 2020 roku. W 2021 roku był zawodnikiem CAPS United, a w 2021 przeszedł do Chicken Inn FC. W sezonie 2021/2022 wywalczył z nim wicemistrzostwo Zimbabwe.

## Kariera reprezentacyjna
W reprezentacji Zimbabwe Hachiro zadebiutował 18 kwietnia 2018 w przegranym 0:1 towarzyskim meczu z Botswaną, rozegranym w Harare.